# Óxido de rubidio
El óxido de rubidio es un compuesto químico de fórmula Rb2O. Se trata de una sustancia altamente reactiva en presencia de agua y por ello no es posible encontrarlo en la naturaleza. El contenido de rubidio en minerales a menudo se calcula y se cotiza en términos de Rb2O, si bien el rubidio suele estar presente como un componente de  silicatos o aluminosilicato. Una fuente importante de rubidio es la lepidolita, donde éste suele sustituir al potasio.

## Características
Es un sólido de color amarillo. Las especies relacionadas con el Na2O, K2O, y Cs2O son incoloras, de color amarillo pálido, y naranja, respectivamente.

## Propiedades
Al igual que otros óxidos de metales alcalinos, el óxido de rubidio es una base fuerte. Por lo tanto, el Rb2O reacciona exotérmicamente con agua para formar hidróxido de rubidio.
Rb2O + H2O → 2RbOH
Dada su alta reactividad en presencia de agua, se considera a esta sustancia altamente higroscópica. Tras el calentamiento, el óxido de rubidio reacciona con el hidrógeno, formando hidróxido de rubidio e hidruro de rubidio:
Rb2O + H2 → RbOH + RbH

## Síntesis
Para uso en laboratorio, el hidróxido de rubidio (RbOH) se utiliza generalmente en lugar del óxido. El hidróxido es más útil, menos reactivo frente a la humedad atmosférica, y menos caro que el óxido. 
Como para la mayoría de los óxidos de metales alcalinos, la mejor síntesis de Rb2O no implica oxidación del metal, sino la reducción del nitrato anhidro: 
10 Rb + 2 RbNO3 → 6 Rb2O + N2
Posteriormente,  el hidróxido se puede descomponer en óxido (por reducción del ion de hidrógeno) usando metal de rubidio: 
2 Rb + 2 RbOH → 2 Rb2O + H2
El rubidio metálico reacciona con el oxígeno del aire, en un proceso en el cual pierde brillo y colorido. Los subóxidos de rubidio que se han caracterizado por cristalografía de rayos X incluyen Rb9O2 y Rb6O.
El producto final de la oxigenación de Rb es principalmente RbO2, también denominado, superóxido de rubidio: 
Rb + O2 → RbO2
Este superóxido puede entonces reducirse a Rb2O usando exceso de metal de rubidio: 
3 Rb + RbO2 → 2 Rb2O